# 贝尔梅奥
贝尔梅奥，是西班牙巴斯克自治区比斯开省的一个市镇。总面积34平方公里，总人口16938人（2001年），人口密度498人/平方公里。